# Challenger Internazionale Dell'Insubria 2007
Il Challenger Internazionale Dell'Insubria 2007 è stato un torneo di tennis facente parte della categoria ATP Challenger Series nell'ambito dell'ATP Challenger Series 2007. Il torneo si è giocato a Chiasso in Svizzera dal 9 al 15 aprile 2007 su campi in terra rossa e aveva un montepremi di $35 000+H.

## Vincitori

### Singolare
Werner Eschauer ha battuto in finale  Michael Berrer con il punteggio di 6–3, 6–3

### Doppio
Mart Beks /  Matwé Middelkoop hanno battuto in finale  Teodor-Dacian Craciun /  Victor Crivoi con il punteggio di 7–6(2), 7–5